# Salima Tete
Salima Tete (en hindi : सलीमा टेटे) née le 27 décembre 2001 dans l'état de Jharkhand, est une joueuse professionnelle indienne de hockey sur gazon,.

## Carrière
En 2021, elle est sélectionnée dans l'équipe indienne pour les Jeux olympiques de Tokyo.